# Новомарьевка (Братский район)
Новомарьевка (укр. Новомар'ївка) — село в Братском районе Николаевской области Украины.
Население по переписи составляло 700 человек. Почтовый индекс — 55424. Телефонный код — 5131. Занимает площадь 2,065 км².

## Местный совет
55424, Николаевская обл., Братский р-н, с. Новомарьевка, ул. Куйбышева, 24